# Sauce mignonnette
La sauce mignonnette est un condiment habituellement réalisé avec des échalotes hachées, du poivre concassé et du vinaigre de vin rouge.
La mignonnette est traditionnellement servie avec les huitres. Différents types de vinaigres peuvent être utilisés, mais toutes les versions contiennent du poivre et des échalotes.